# Hibbertia fractiflexa
Hibbertia fractiflexa är en tvåhjärtbladig växtart. Hibbertia fractiflexa ingår i släktet Hibbertia och familjen Dilleniaceae.

## Underarter
Arten delas in i följande underarter:
- H. f. brachyblastis
- H. f. filicaulis
- H. f. fractiflexa
- H. f. serotina